# Норвезька кухня

Норвезькі відкриті бутерброди

Норве́зька ку́хня (норв. Norsk mat) — визначена передусім природними умовами. Протяжність Норвегії від 57 до 71 градусу північної довготи обумовила особливості і традиції норвезької кухні, що відрізняються в різних регіонах країни. На півдні країни вирощування сільськогосподарської продукції триває 190 днів на рік, у той час як у горах і на півночі — лише 100. Тобто якщо на півдні країни починається сезон сільськогосподарських робіт, то на півночі ще лежить сніг. Коротке літо і короткий сезон випасу худоби зумовили необхідність у різних видах заготівлі м'ясних і рибних продуктів: засушення, соління, приготування пресервів. Вагомою рисою національних традицій норвезької кухні є використання продуктів, які можуть зберігатися протягом тривалої зими.

## М'ясо
Завдяки великій протяжності берегової лінії Норвегії основним продуктом харчування для населення, що мешкає на узбережжі, є риба і морепродукти, тоді як для мешканців внутрішньої частини країни — прісноводна риба і м'ясо.
Жителі узбережжя традиційно готують і вживають у їжу свіжу тріску. У східній частині Норвегії улюблені наїдки — страви зі свинини: реберця, сосиски і тефтелі. На західному узбережжі — в'ялені баранячі ребра. Ці традиції дуже глибоко укорінилися.
З м'яса в Норвегії вживають баранину (зумовлене величезними гірськими районами, особливо на західному узбережжі), свинину, яловичину. 
У книгах, що описують минуле національної кухні Норвегії, існування жителів базувалося на боротьбі за виживання до наступного сезону збору урожаю. Наближення зими вимагало заготівлі продуктів з м'яса. Саме з огляду на холодну і довгу зиму норвежці здійснюють забій худоби восени.

## Риба
Існували різні способи заготівлі риби. За традицією риба підвішувалася на жердини і без солі просушувалася на вітрі. Потім її збирали і складали в стоси на тривале зберігання. Із засушеної подібним чином тріски можна приготувати досить багато різних страв.
Крім того, рибу в Норвегії готують шляхом копчення, в'ялення, соління, іноді навіть із додаванням цукру. Ставився акцент на вживання солоної їжі, адже раніше існувала думка, що свіжа їжа не дуже корисна. Риба присутня в норвезькому раціоні п'ять днів на тиждень. Основні способи приготування риби — парова обробка, варіння. Тут не визнають смаження, яке позбавляє рибу природного аромату і смаку.
Вишуканою і дуже смачною стравою на західному і східному узбережжях у літній час вважається скумбрія. Але частіше норвежці віддають перевагу оселедцю (звичайний солоний оселедець) та трісці. По різному приготовлений оселедець — солоний, маринований, з додаванням оцту і різних пряностей — завжди присутній на святковому столі. Раніше це був основний продукт харчування бідних верств населення, тому його називали «сріблом моря». Коли близько 250 років тому сюди завезли картоплю, оселедець споживали в парі з нею. Норвежці, так як і українці, полюбляють оселедця з вареною картоплею і цибулею.

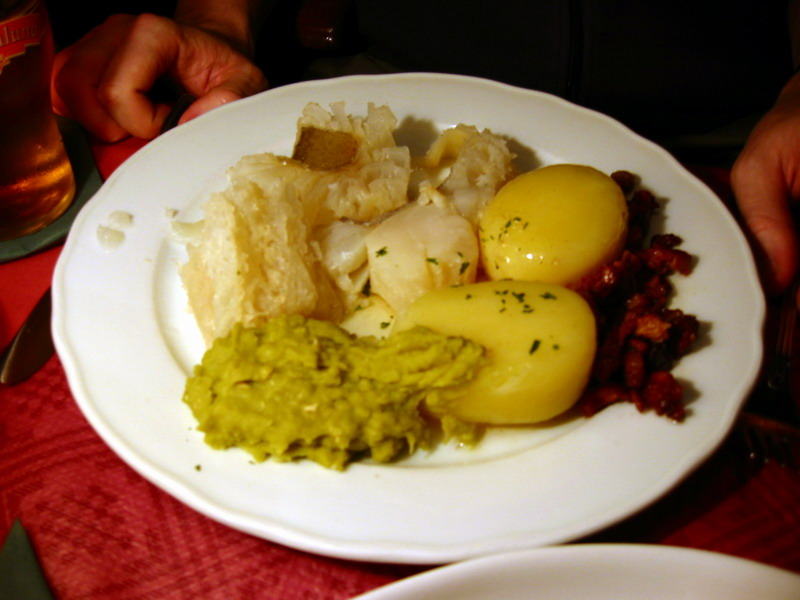
Лютефіск

Зі свіжої тріски готують лютефіск — традиційну страву, що подається до столу із середини листопада до кінця грудня. Тріску занурюють у розчин води з деревним попелом і вимочують 1 — 2 доби. Після цього стільки ж вимочують її в чистій воді. Потім рибу кілька хвилин варять у дуже солоній воді. Більшість людей віддають перевагу поєднанню лютефіска з беконом, французькою гірчицею, капустою з морквою, соусом із сиру, деякі — лютефіску з картопляними млинчиками. Якщо норвежці знають, що в якомусь ресторані до лютефіску не подають моркву, приносять її із собою в термосах.
До найпопулярніших страв належить fiskeboller — тефтелі з рибного фаршу, що подають у білому соусі. Фантазія норвежців безмежна — fiskepudding, або рибний пудинг, подаєтся як головна страва, або з хлібом. Дуже популярні маленькі сардинки — brislinger, яких ловлять у Ставангері. З давніх-давен тут переробляли сардини, які потім потрапляли на столи майже по всій Європі.

## Овочі
В Норвегії традиційно зростає дуже мало зелені і пахучих трав, однак норвежці вживають багато зелені. До кропу — особлива пристрасть, а часник вважають екзотичним продуктом.

## Молочні продукти

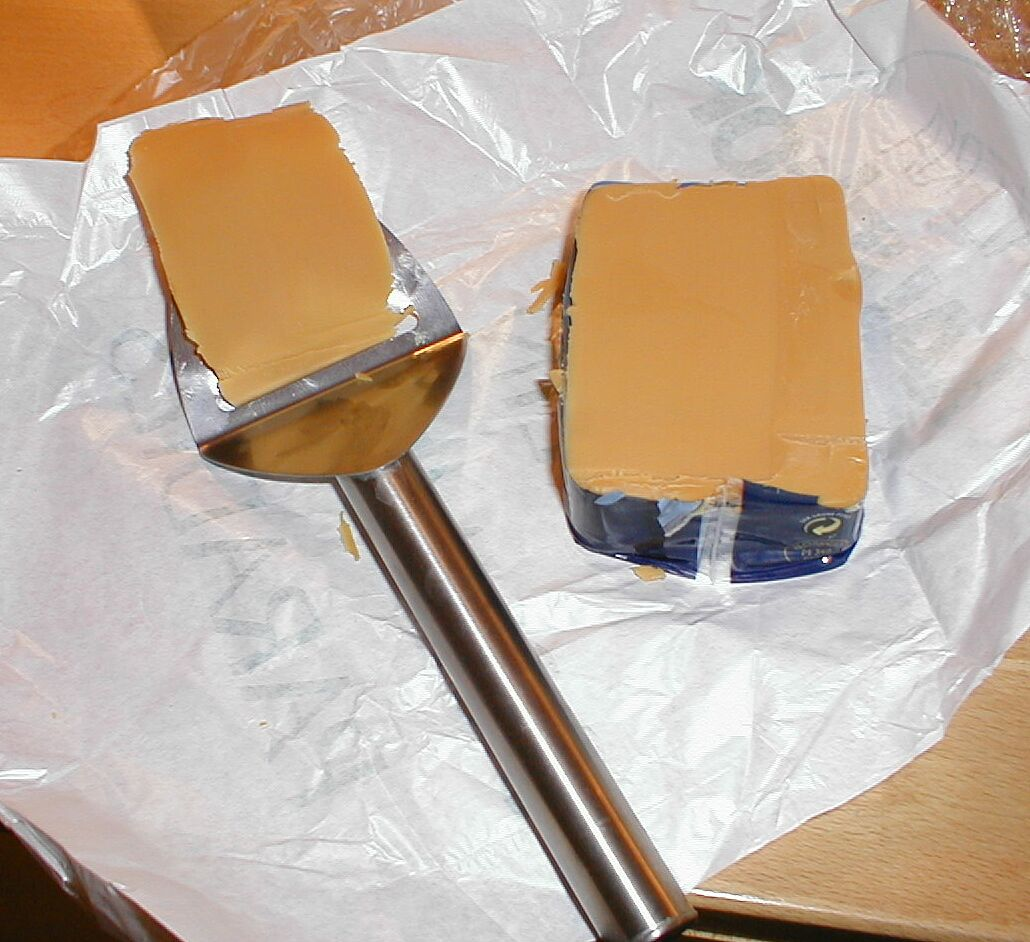
Бруност (норвезький козячий сир)

Велика рогата худоба в Норвегії в основному використовується для отримання молочної продукції. Норвежці вживають дуже багато молока, більше ніж жителі південних країн. З нього ж виробляють молочний і вершковий сир. Так було раніше, так збереглося до наших днів. Сьогодні середньостатистичний норвежець випиває 150 літрів молока в рік. За світовими оцінками, це досить високий показник.

## Традиції та сучасність
Протягом багатьох віків норвезька кухня зберігала свої звичаї. За останні 100 років відбулися певні зміни. Нові технології внесли свої корективи в національну норвезьку кухню: з'явилися холодильники, у яких можна тривалий час зберігати м'ясо, рибу, ягоди, фрукти, немає сезонної залежності. Настав час їжі швидкого і зручного приготування. Технічний розвиток, можливості ввезення продуктів, їхнього транспортування і зберігання дозволили завозити з південних регіонів Європи свіжі овочі і фрукти.
Ще однією важливою причиною змін є те, що іммігранти з інших країн світу привезли свої кулінарні традиції, відкрили ресторани, надихнувши цим норвежців змінити підходи до приготування їжі. Особливо помітно це стало в містах. Але разом із тим спостерігається тенденція відновлення рецептів бабусь, а ще краще — прапрабабусь. Фабрикати швидкого приготування вже не привабливі. Якщо ви запрошуєте друзів на вечерю, то обов'язково готуєте їжу зі свіжих продуктів. Існують традиційні норвезькі інгредієнти, які змішуються з інгредієнтами екзотичних країн, наприклад, індійської або пакистанської кухні (так званий норвезький ф'южн). При приготуванні страв основне натхнення норвезькі кухарі черпають із французької кухні, але разом із тим поєднують і комбінують французькі тенденції з традиційними норвезькими стравами.
Хоча нині норвежці споживають м'яса більше, ніж 50 років тому, також росте споживання риби. Норвежці небайдуже ставляться до того, якої якості продукт споживають. На думку норвежців, риба більш корисний і більш здоровий продукт, аніж м'ясо. Проте однією з найулюбленіших національних страв вважається рагу з баранини з капустою.

## Галерея

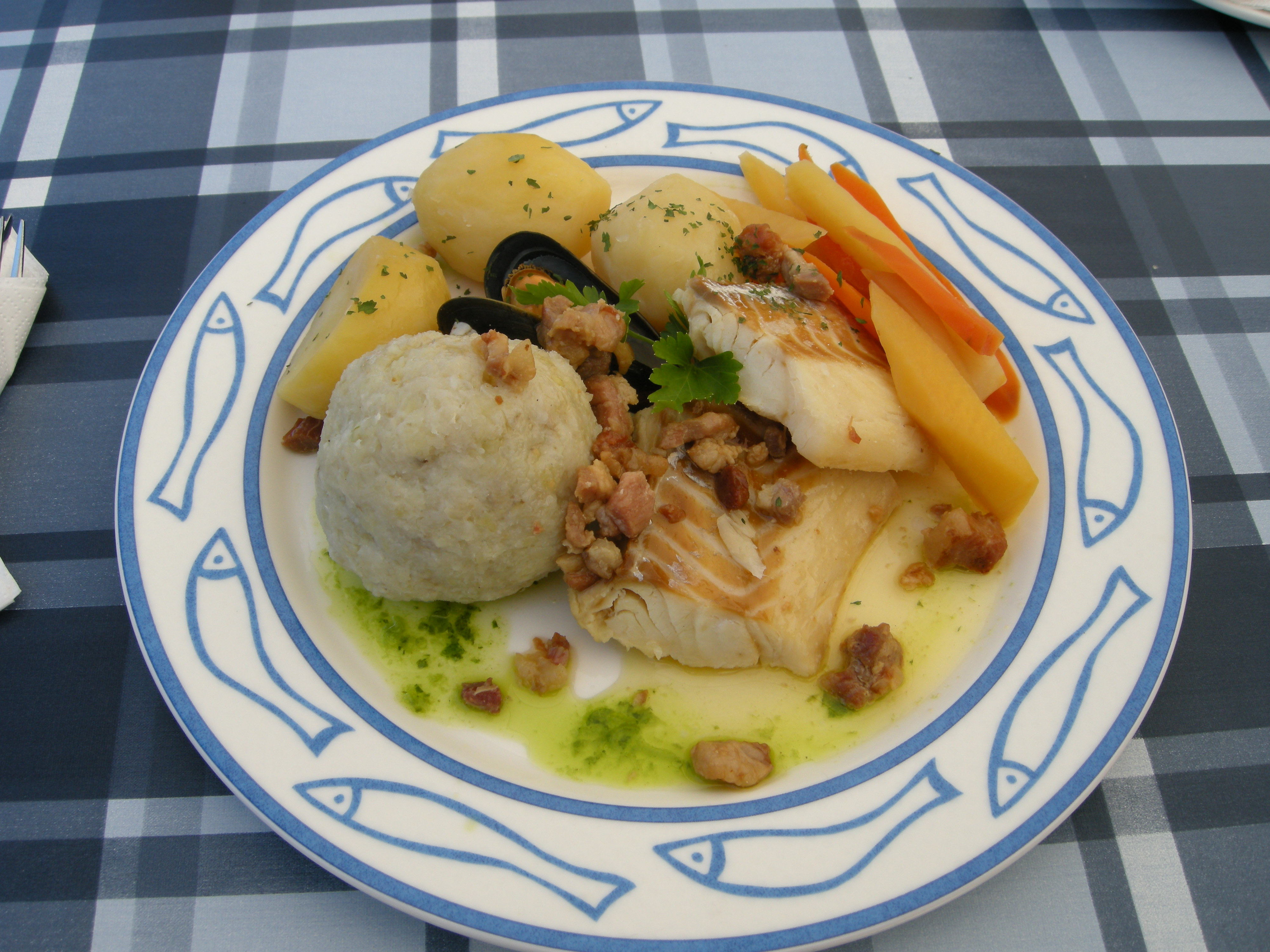
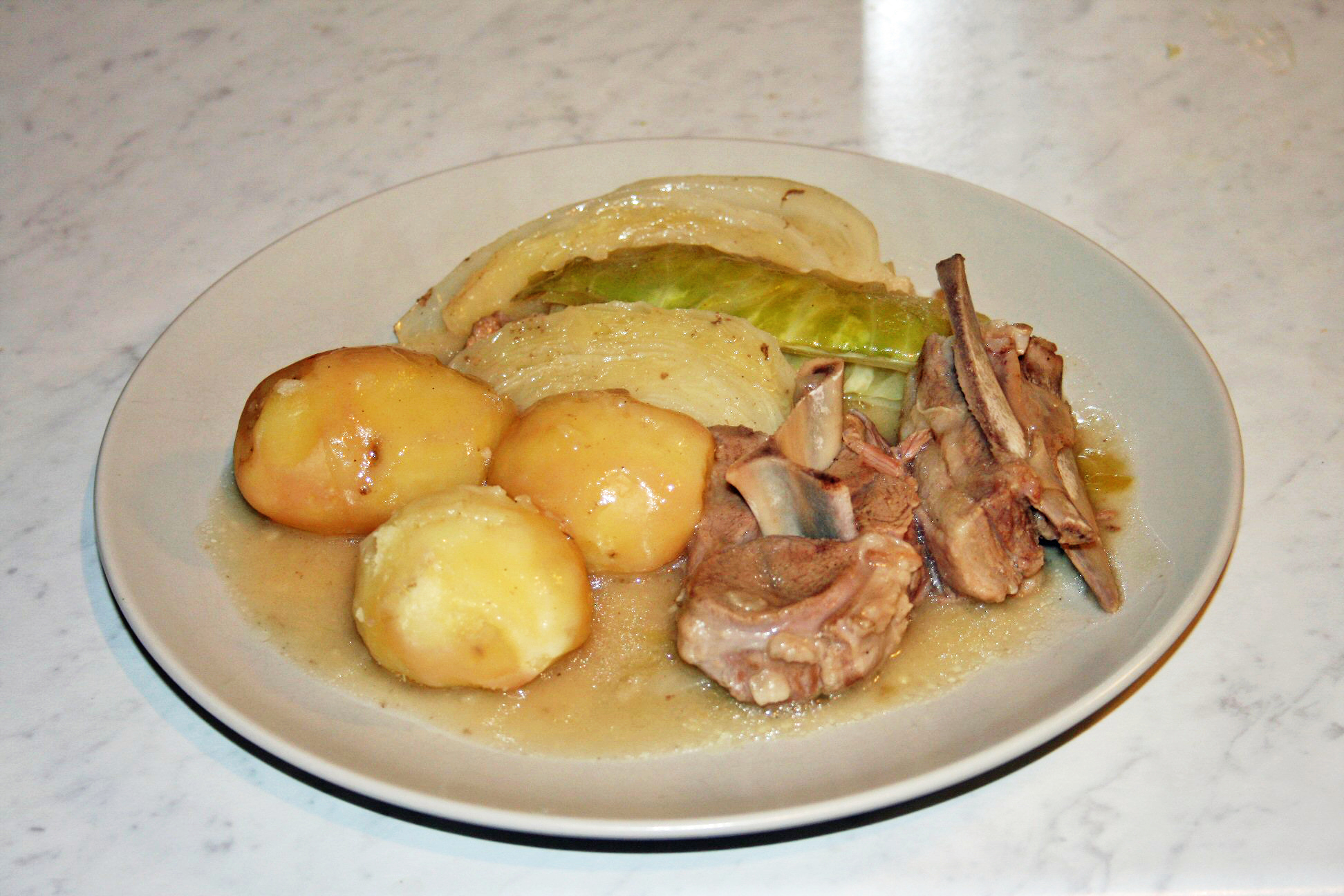
Форікол
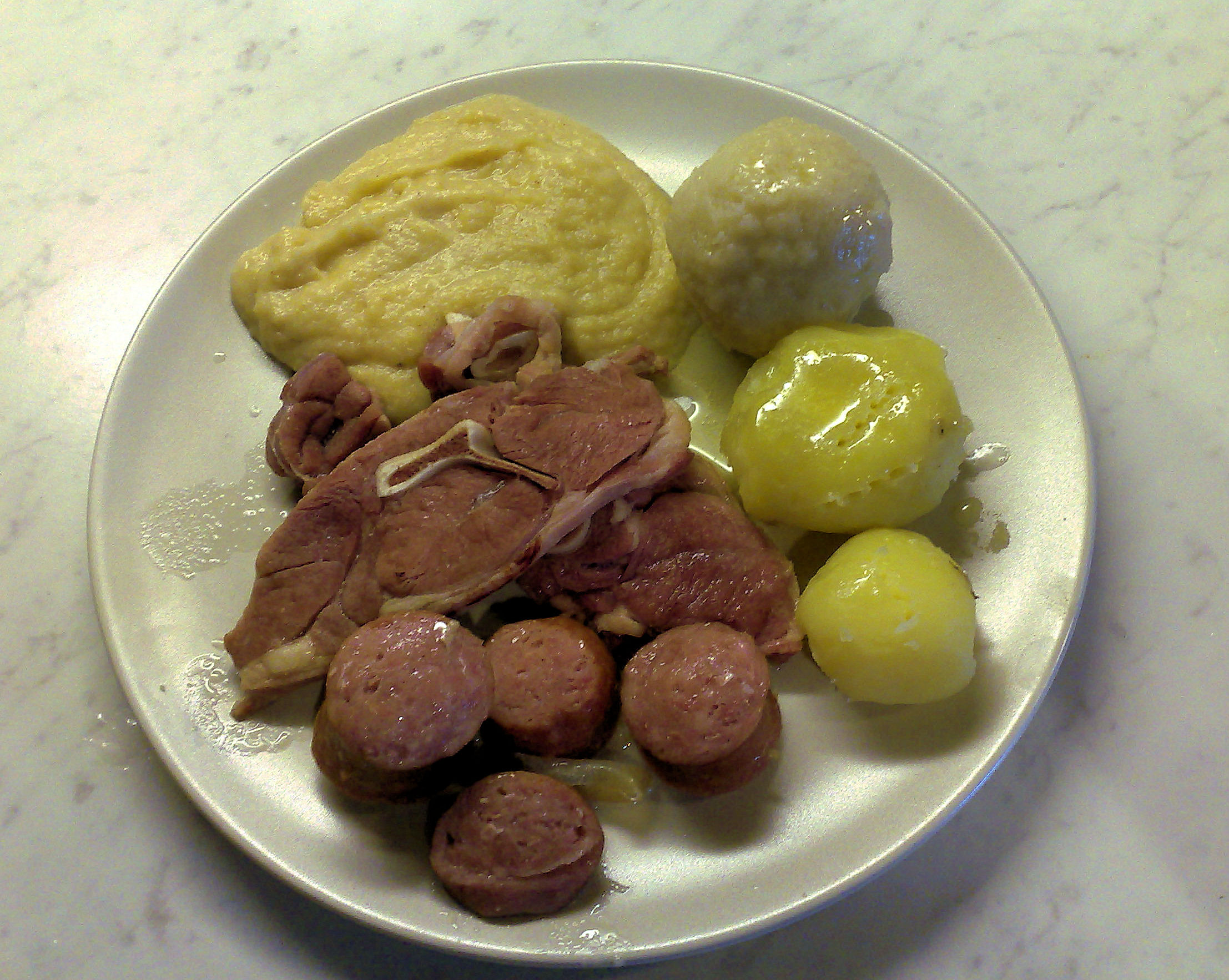
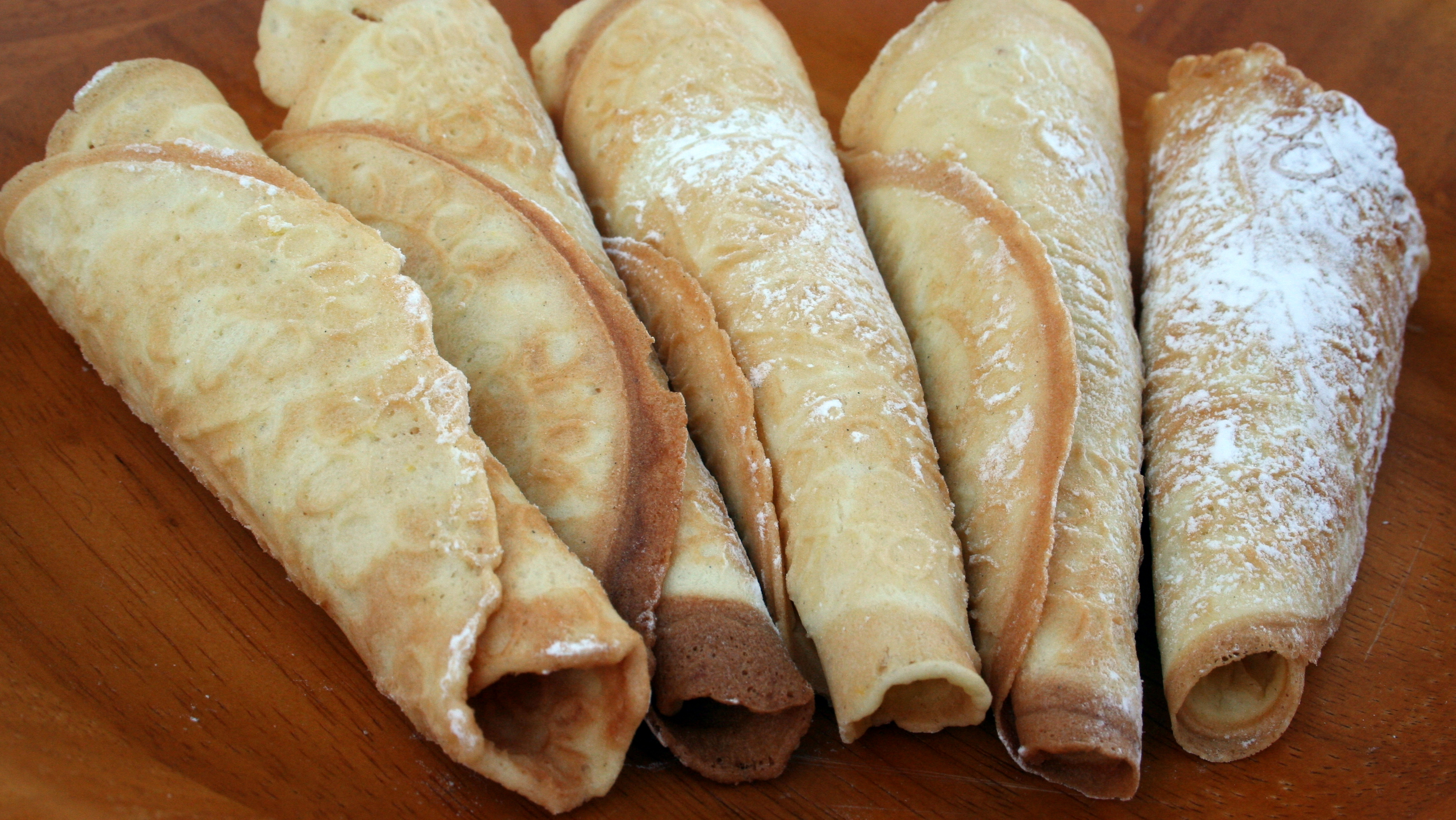
Крумкаке
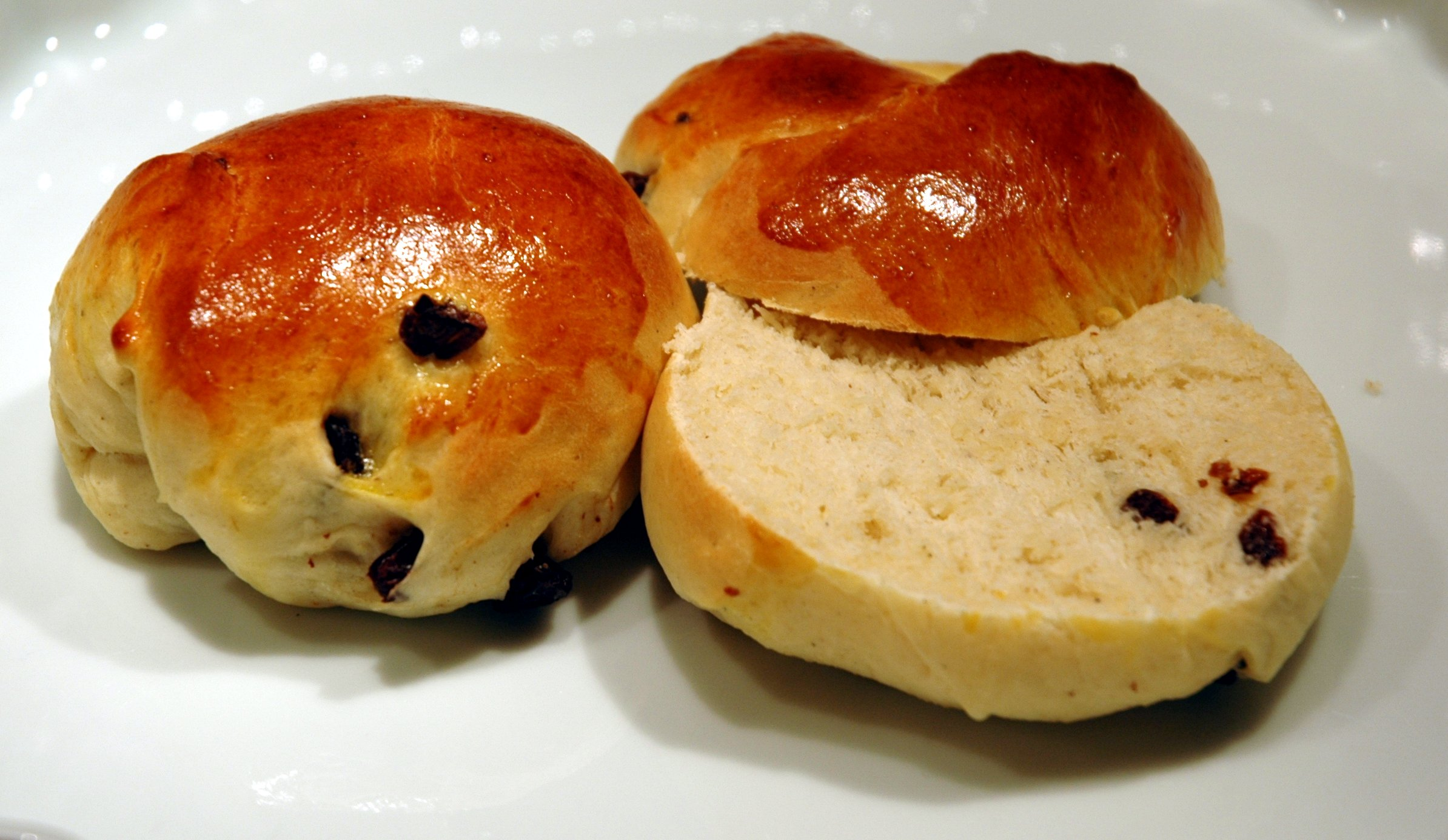
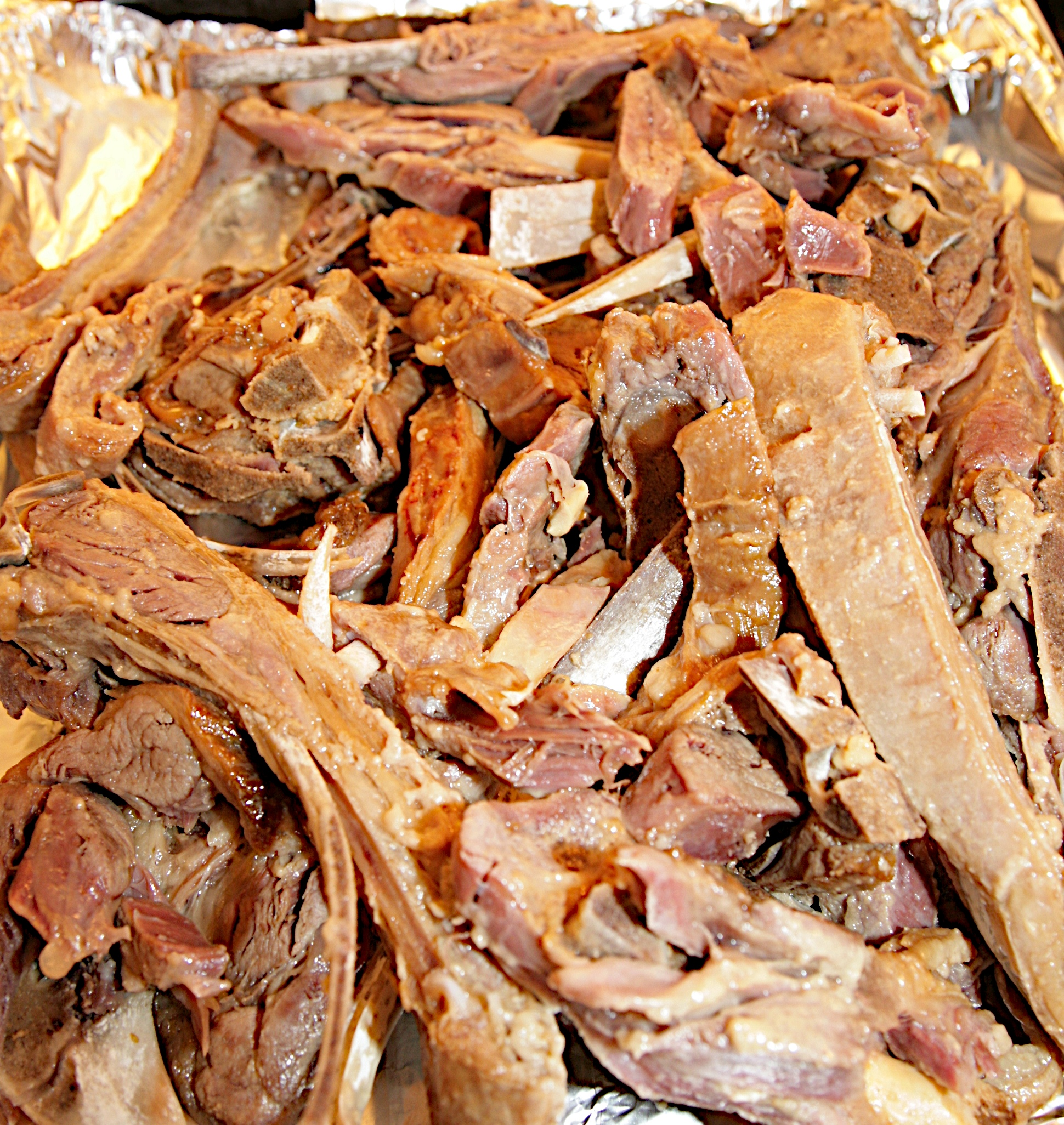
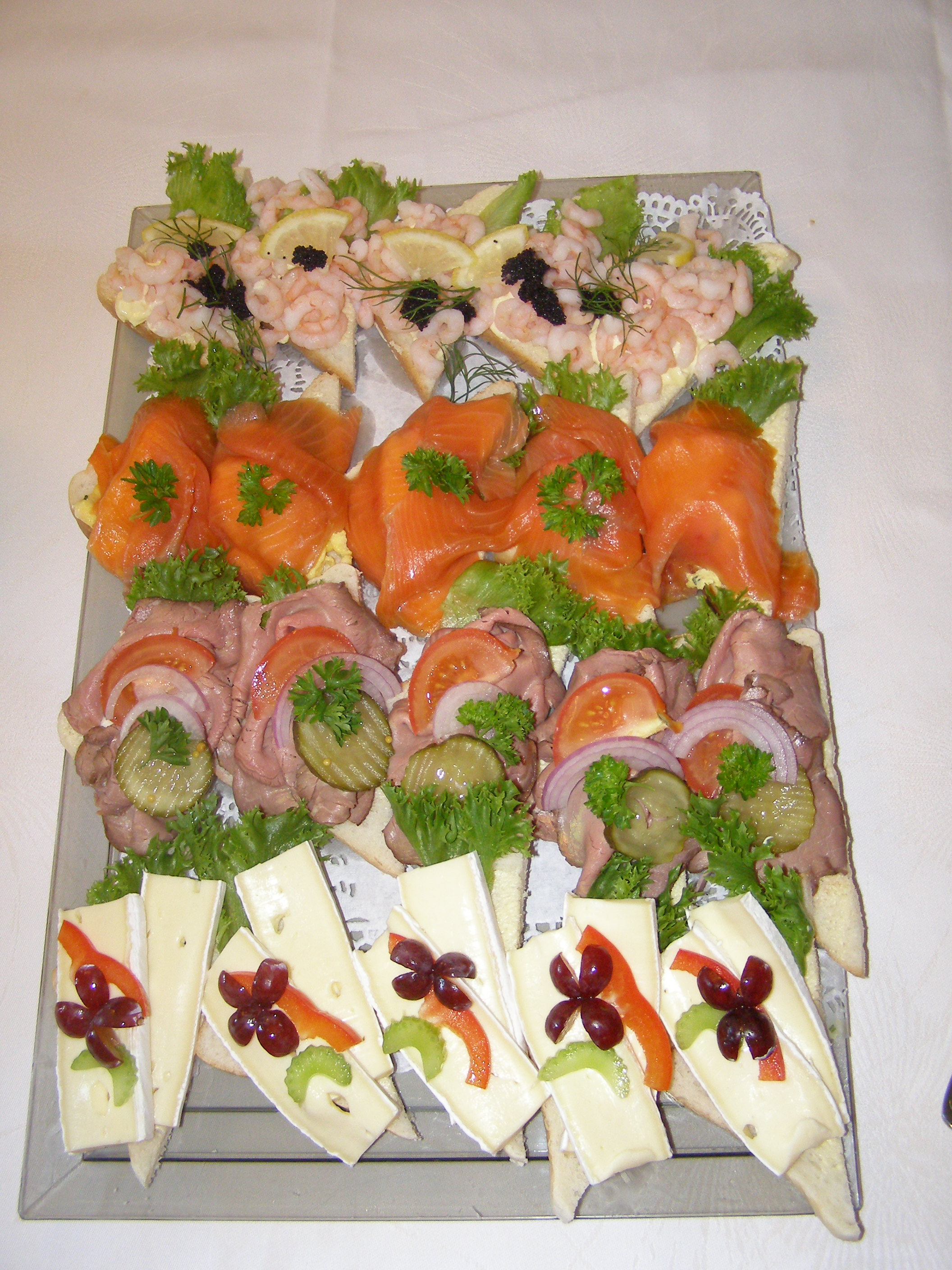
Снореброд